# Wayne (Maine)
Wayne – miasto w Stanach Zjednoczonych, w stanie Maine, w hrabstwie Kennebec.